# Heorhi Chyhayev

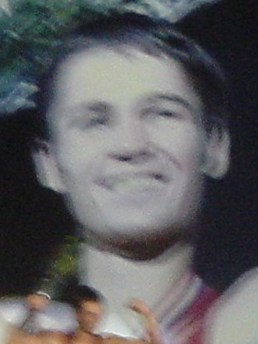
Giorgiy Chygayev.

Heorhi Olexandrovych Chyhayev –en ucraniano, Георгій Олександрович Чигаєв– (Odesa, URSS, 19 de octubre de 1983) es un deportista ucraniano que compitió en boxeo.
Ganó dos medallas en el Campeonato Europeo de Boxeo Aficionado, oro en 2008 y plata en 2010.

## Palmarés internacional
| Campeonato Europeo | Campeonato Europeo      | Campeonato Europeo | Campeonato Europeo |
| Año                | Lugar                   | Medalla            | Categoría          |
| ------------------ | ----------------------- | ------------------ | ------------------ |
| 2008               | Liverpool (Reino Unido) | Medalla de oro     | 51 kg              |
| 2010               | Moscú (Rusia)           | Medalla de plata   | 54 kg              |